# Liste de beatboxers
 (mars 2024).
La mise en forme du texte ne suit pas les recommandations de Wikipédia : il faut le « wikifier ».
Les points d'amélioration suivants sont les cas les plus fréquents. Le détail des points à revoir est peut-être précisé sur la page de discussion.
- Les titres sont pré-formatés par le logiciel. Ils ne sont ni en capitales, ni en gras.
- Le texte ne doit pas être écrit en capitales (les noms de famille non plus), ni en gras, ni en italique, ni en « petit »…
- Le gras n'est utilisé que pour surligner le titre de l'article dans l'introduction, une seule fois.
- L'italique est rarement utilisé : mots en langue étrangère, titres d'œuvres, noms de bateaux, etc.
- Les citations ne sont pas en italique mais en corps de texte normal. Elles sont entourées par des guillemets français : « et ».
- Les listes à puces sont à éviter, des paragraphes rédigés étant largement préférés. Les tableaux sont à réserver à la présentation de données structurées (résultats, etc.).
- Les appels de note de bas de page (petits chiffres en exposant, introduits par l'outil «  Source ») sont à placer entre la fin de phrase et le point final[comme ça].
- Les liens internes (vers d'autres articles de Wikipédia) sont à choisir avec parcimonie. Créez des liens vers des articles approfondissant le sujet. Les termes génériques sans rapport avec le sujet sont à éviter, ainsi que les répétitions de liens vers un même terme.
- Les liens externes sont à placer uniquement dans une section « Liens externes », à la fin de l'article. Ces liens sont à choisir avec parcimonie suivant les règles définies. Si un lien sert de source à l'article, son insertion dans le texte est à faire par les notes de bas de page.
- La présentation des références doit suivre les conventions bibliographiques. Il est recommandé d'utiliser les modèles {{Ouvrage}}, {{Chapitre}}, {{Article}}, {{Lien web}} et/ou {{Bibliographie}}. Le mode d'édition visuel peut mettre en forme automatiquement les références.
- Insérer une infobox (cadre d'informations à droite) n'est pas obligatoire pour parachever la mise en page.

Pour une aide détaillée, merci de consulter Aide:Wikification.
Si vous pensez que ces points ont été résolus, vous pouvez retirer ce bandeau et améliorer la mise en forme d'un autre article.
Cette page est une liste de beatboxers notables.

## Groupes
- Bauchklang[1]
- Beatbox House[2]
- Home Free
- Pentatonix
- Soul Inscribed[3]
- The House Jacks
- Berywam[4]

## Beatboxers solo

### Amérique du Nord
- Ariel Rose
- Markie Biz
- Butterscotch
- Chris Celiz
- Buffy
- Doug E. Fresh
- D-Nice
- Gene Shinozaki
- Jeff Thacher
- Kaila Mullady
- Kévin Olusola
- Kid Lucky
- KRNFX
- Marc Martin
- Matisyahu
- Michael Winslow
- Mike Tompkins
- Rahul
- Rahzel
- Ready Rock C
- Reggie Watts
- Stagename
- SungBeats
- Timbaland
- Villain
- Wise
- Wes Carroll

### Amérique du Sud
- André Pinguim
- Gonza

### Europe
- Alem
- Ayoub
- Beardyman
- Chlorophil
- Danubio
- Deity
- D-Low / DJ-Low
- G-Wizz
- Hampi
- Jay Sean
- Juls
- Killa Kela
- Lukash
- Matej
- MB14
- Reeps One
- RoxorLoops
- Shlomo
- SkilleR
- Timmeh
- Virgin Islands
- Voxel
- Zampa
- Zeero

### Asie
- Affra
- Artsy
- Bigman
- Hikakin
- Hiss
- Hookha
- Jack Beats
- Mr. T
- SO-SO
- Thaï Son
- Vineeth Vincent
- Yuichi Nakamaru
- Yuske
- Zhang Ze

### Océanie
- Dub FX
- Joël Turner
- Tom Thum

### Afrique
- Damkina
- George Avakian
- Thierry Olemba
- ZigZap